# サイラス・ディーン

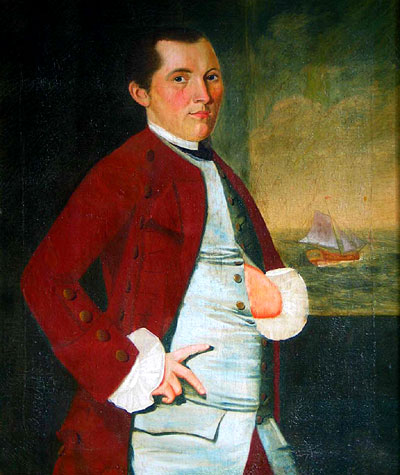
サイラス・ディーン

サイラス・ディーン（英: Silas Deane, 1737年12月24日 - 1789年9月23日）は、アメリカ独立戦争の時の大陸会議代表であり、後にアメリカで最初の外交官となった。大西洋の両岸に渡る諜報活動が有名である。サイラス・ディーンは英雄なのか、ペテン師なのかという議論が今でもなされている。

## 生い立ち
サイラス・ディーンは、コネチカットのグロートンで鍛冶屋の息子として生まれ、1758年にイェール大学を卒業した。1761年には法廷弁護士としても認められたが、その修行をする替わりにウェザーズフィールドで商人になった。ディーンはここで将来の諜報員となるエドワード・バンクロフトを教えた。
ディーンは生涯に2度結婚しており、2度とも相手はウェザーズフィールドの裕福な未亡人であった。最初の結婚は1763年のメヒタブル・ウェブとであったが、ウェブは1767年に亡くなった。2度目は1770年、エリザベス・ソルトンストール・エバーヅとであった。
ディーンの継子、サミュエル・ブラクリー・ウェブSamuel Blachley Webbは大陸軍第9コネチカット連隊（後に第1コネチカット連隊に統合）の大佐として従軍した。

## アメリカ独立戦争
ディーンは、アメリカ独立戦争の前段階でコネチカットでの運動に積極的な役割を果たし、1772年には植民地議会議員に選出された。1774年から1776年にかけて、大陸会議のコネチカット代表となった。1776年早く、ディーンは大陸会議の命令により半公式的立場でフランスに渡り、秘密の諜報員としてフランス政府に掛け合い、アメリカ植民地に対する借款を取り付けた。後にはベンジャミン・フランクリンとアーサー・リーが加わり、大陸会議の正式な代表としてフランス政府との外交交渉を続けた。
ディーンはパリに到着すると直ぐに、ヴェルジェンヌ伯爵とボーマルシェとの交渉を始め、特にボーマルシェを通じてアメリカに向けた多くの武器や弾薬の船積みを確実にするとともに、タイコンデロガの戦いの為の財政的援助を勝ち取った。ディーンは、将来的に大陸軍を助けてくれる多くの志願兵の徴募も行った。この中には、ラファイエット、ド・カルプ男爵、トマス・コンウェイ、カジミエシュ・プワスキ、フォン・シュトイベン男爵らがいた。
ディーンがアメリカ本国との通信で機密を守るために工夫したことについては、アメリカ独立戦争の情報戦略を参照。
ディーンは、フランスでの取引の勘定をしっかり取っておく際に不注意なことがあり、またボーマルシェとの契約に関してアーサー・リーとの間に見解のずれが生じたりしたので、1777年11月21日、駐フランス大使となったジョン・アダムズによって呼び戻され更迭されることになった。さらにリーの申し立てと、外国人士官にアメリカでの高官を約束していたことによって告発される恐れが出てきた。しかし、パリを離れる前の1778年2月6日に、ディーンや他の代表団が交渉してきた結果として、フランスとの友好・貿易・同盟の条約に調印することができた。ディーンがスコットランド人ジェイムズ・エイトケン（画家のジョン）のアメリカ植民地のためにイギリスのポーツマスでイギリス海軍の倉庫を破壊する計画に公式の承認を与えたのもこの頃である。
アメリカに戻ると、大陸会議での長く苦しい問責に直面することになったが、大陸会議が要請したディーンの受取証や支払票の写しの提出をフランスが拒んだこともあり、ジョン・ジェイやジョン・アダムズが弁護に立った。フランスは1778年2月6日までは13植民地との同盟を公式には結んで居らず、それ以前に関係があったことを示す証拠は外交的に問題となると感じていた。ディーンは今度は攻勢に転じて、フランスとの外交的勝利を挙げ、彼のことを問題にした大陸会議代議員の団結度合いに問題を投げかけた。ディーンは1781年にパリに戻ることを許され、残された課題を片付け、問題とされた記録の写しを見つけようとした。しかし、フランスの役人との間に意見の食い違いがあり、またニューヨークの「リビングストンズ・ロイヤル・ガゼット」に彼が兄弟に宛てた私信（その中ではアメリカの独立が希望のないものとして否定し、イギリスとの関係改善を示唆していた）が掲載されて、また告訴されることになり、母国では裏切り者の烙印を押された。ディーンは1783年のパリ条約で平和が確立されるまでオランダに住み、その後貧窮の中でイギリスに移り住んだ。ディーンは「北アメリカの自由で独立した合衆国市民に対する弁明」という自己弁護のための書を出版した。

## ディーンの死とその後
1789年、ディーンは失われた資産を取り戻そうとアメリカに戻る計画を立てたが、不思議にも病に罹り出航する前の9月23日に死んだ。アメリカとイギリスの二重スパイであったエドワード・バンクロフトにヒ素を盛られたのではないかと指摘する歴史家もいる。エドワード・バンクロフトはジョン・アダムズとディーンの両者に雇われ、独立戦争中に情報を集めて回ったが、ディーンがアメリカ議会に提出する可能性のあった供述書の内容を恐れていた疑いがあった。一方でアーサー・リーの告発書については、ディーンの無罪が認められた。ディーンの孫娘フィルラがその夫を通じてアメリカ議会に対してディーン事件の審理を要求し、結果的に1842年、ディーンの死後約50年を経て、ディーンの一族が$37,000の損害賠償金を受け取ることになった。

## ディーンの栄誉を称えて
アメリカ海軍のフリゲート艦USSディーンはディーンの栄誉を称えて名付けられた。他にサイラス・ディーン・ミドルスクール、ウェブ・ディーン・スチーブンス博物館、サイラス・ディーン高速道がウェザーズフィールドにある。ディーンの邸宅は1766年に完成したものであるが、アメリカ国定歴史建造物に指定され保存されている。サイラス・ディーン・ハウスとして一般にも公開されている。